# Goldie Steinberg
Goldie Steinberg (Gurfinkel de soltera; Chisináu, Imperio ruso, 30 de octubre de 1900 - 16 de agosto de 2015) fue una supercentenaria judía que a la edad de 114 años y 290 días, fue la sexta persona viva más anciana, así como la segunda persona más anciana que vivía en Estados Unidos detrás de Susannah Mushatt Jones.

## Biografía
Goldie Steinberg ha sido la persona más anciana que ha nacido en el Imperio ruso y la persona judía verificada más longeva.
Steinberg nació en Chisináu, en el Imperio ruso (ahora Moldavia), uno de los ocho hijos de Chazkel y Dvoira Gurfinkel. Fue una superviviente del pogromo de Kishinev de 1903. En 1923, ella y sus dos hermanas emigraron a Estados Unidos y se casó con Felipe Steinberg en 1932. Su marido, que murió en 1967, trabajó como un joyero en la calle Fulton. Ella misma trabajó como costurera hasta que se retiró a la edad de 80 años. Ella vivió de forma independiente hasta los 104 años.
Goldie fue sobrevivida por sus dos hijos, cuatro nietos y siete bisnietos. Vivía en Grandell Rehabilitation y Nursing Center de Long Beach en el momento de su fallecimiento. Steinberg murió el 16 de agosto de 2015.